# Campionato mondiale di hockey su ghiaccio femminile Under-18 2012
Il 5º Campionato mondiale di hockey su ghiaccio femminile U-18 è stato assegnato dall'International Ice Hockey Federation alla Repubblica Ceca, che lo ha ospitato nelle città di Zlín e Přerov nella settimana tra il 31 dicembre 2011 e il 7 gennaio 2012. Gli incontri che si sono disputati a Zlín si sono svolti nello Zimní stadion Luďka Čajky, mentre gli incontri a Přerov nello Zimní stadion Přerov. Nella finale il Canada si è aggiudicato per la seconda volta il titolo sconfiggendo le campionesse uscenti degli Stati Uniti con il punteggio di 3-0. Al terzo posto invece è giunta la Svezia, che ha avuto la meglio sulla Germania per 4-1. La squadra di casa, la Rep. Ceca, è giunta al sesto posto.

## Campionato di gruppo A

### Partecipanti
Al torneo prendono parte 8 squadre:
| 6 dall'Europa     | Finlandia | Germania    |
| 6 dall'Europa     | Rep. Ceca | Russia      |
| 6 dall'Europa     | Svezia    | Svizzera    |
| 2 dal Nordamerica | Canada    | Stati Uniti |

### Gironi preliminari
Le otto squadre partecipanti sono state divise in due gironi da 4 cinque squadre ciascuno: le compagini che si classificano al primo posto nel rispettivo girone si qualificano direttamente alle semifinali. La seconda e la terza classifica di ciascun raggruppamento disputano invece i quarti di finale. L'ultima classificata di ogni raggruppamento infine disputa uno spareggio al meglio delle tre gare in cui la perdente viene retrocessa in Prima Divisione.

#### Girone A
| Zlín 31 dicembre 2011, ore 13:00 UTC+1 | Rep. Ceca | 1 – 4 (0-2; 1-1; 0-1) referto | Svezia | Zimní stadion Luďka Čajky (860 spett.) |

| Zlín 31 dicembre 2011, ore 17:00 UTC+1 | Stati Uniti | 8 – 0 (2-0; 2-0; 4-0) referto | Russia | Zimní stadion Luďka Čajky (200 spett.) |

| Zlín 1º gennaio 2012, ore 15:00 UTC+1 | Rep. Ceca | 2 – 0 (0-0; 0-0; 2-0) referto | Russia | Zimní stadion Luďka Čajky (690 spett.) |

| Zlín 1º gennaio 2012, ore 19:00 UTC+1 | Svezia | 0 – 7 (0-3; 0-0; 0-4) referto | Stati Uniti | Zimní stadion Luďka Čajky (210 spett.) |

| Zlín 3 gennaio 2012, ore 15:00 UTC+1 | Russia | 2 – 6 (0-2; 1-2; 1-2) referto | Svezia | Zimní stadion Luďka Čajky (290 spett.) |

| Zlín 3 gennaio 2012, ore 19:00 UTC+1 | Stati Uniti | 13 – 1 (3-0; 5-1; 5-0) referto | Rep. Ceca | Zimní stadion Luďka Čajky (850 spett.) |

| Pos. |             | PG | V | VOT | POT | P | GF | GS | DR  | Pt | Accede a         |
| 1.   | Stati Uniti | 3  | 3 | 0   | 0   | 0 | 28 | 1  | +27 | 9  | Semifinali       |
| 2.   | Svezia      | 3  | 2 | 0   | 0   | 1 | 10 | 10 | 0   | 6  | Quarti di finale |
| 3.   | Rep. Ceca   | 3  | 1 | 0   | 0   | 2 | 4  | 17 | -13 | 3  | Quarti di finale |
| 4.   | Russia      | 3  | 0 | 0   | 0   | 3 | 2  | 16 | -14 | 0  | Spareggio        |

#### Girone B
| Přerov 31 dicembre 2011, ore 13:00 UTC+1 | Canada | 13 – 1 (2-1; 5-0; 6-0) referto | Svizzera | Zimní stadion Přerov (1.400 spett.) |

| Přerov 31 dicembre 2011, ore 17:00 UTC+1 | Finlandia | 3 – 0 (1-0; 1-0; 1-0) referto | Germania | Zimní stadion Přerov (700 spett.) |

| Přerov 1º gennaio 2012, ore 15:00 UTC+1 | Finlandia | 3 – 5 (2-1; 1-4; 0-0) referto | Svizzera | Zimní stadion Přerov (850 spett.) |

| Přerov 1º gennaio 2012, ore 19:30 UTC+1 | Germania | 0 – 6 (0-1; 0-1; 0-4) referto | Canada | Zimní stadion Přerov (1.150 spett.) |

| Přerov 3 gennaio 2012, ore 15:00 UTC+1 | Svizzera | 1 – 6 (1-1; 0-1; 0-4) referto | Germania | Zimní stadion Přerov (600 spett.) |

| Přerov 3 gennaio 2012, ore 19:00 UTC+1 | Canada | 7 – 0 (3-0; 2-0; 2-0) referto | Finlandia | Zimní stadion Přerov (2.300 spett.) |

| Pos. |           | PG | V | VOT | POT | P | GF | GS | DR  | Pt | Accede a         |
| 1.   | Canada    | 3  | 3 | 0   | 0   | 0 | 26 | 1  | +25 | 9  | Semifinali       |
| 2.   | Finlandia | 3  | 1 | 0   | 0   | 2 | 6  | 10 | -4  | 3  | Quarti di finale |
| 3.   | Germania  | 3  | 1 | 0   | 0   | 2 | 6  | 12 | -6  | 3  | Quarti di finale |
| 4.   | Svizzera  | 3  | 1 | 0   | 0   | 2 | 7  | 22 | -15 | 3  | Spareggio        |

### Spareggio per non retrocedere
Le ultime due classificate di ogni raggruppamento si sfidano al meglio delle tre gare. La perdente dello spareggio viene retrocessa in Prima Divisione.
| Přerov 4 gennaio 2012, ore 17:00 UTC+1 | Svizzera | 4 – 2 (1-1; 1-0; 2-1) referto | Russia | Zimní stadion Přerov (750 spett.) |

| Přerov 6 gennaio 2012, ore 19:00 UTC+1 | Russia | 5 – 3 (2-1; 1-1; 2-1) referto | Svizzera | Zimní stadion Přerov (350 spett.) |

| Přerov 7 gennaio 2012, ore 17:00 UTC+1 | Svizzera | 2 – 3 (d.t.s.) (1-2; 1-0; 0-0) referto | Russia | Zimní stadion Přerov (350 spett.) |

### Fase ad eliminazione diretta
|  | Quarti di finale | Quarti di finale | Quarti di finale |  |  | Semifinali | Semifinali  | Semifinali |  |  | Finali          | Finali          | Finali          |
|  |                  |                  |                  |  |  |            |             |            |  |  |                 |                 |                 |
|  |                  |                  |                  |  |  | B1         | Canada      | 7          |  |  |                 |                 |                 |
|  | A2               | Svezia           | 2                |  |  | A2         | Svezia      | 0          |  |  |                 |                 |                 |
|  | B3               | Finlandia        | 1                |  |  |            |             |            |  |  | B1              | Canada          | 3               |
|  |                  |                  |                  |  |  |            |             |            |  |  | A1              | Stati Uniti     | 0               |
|  |                  |                  |                  |  |  | A1         | Stati Uniti | 7          |  |  |                 |                 |                 |
|  | B2               | Germania         | 2                |  |  | B2         | Germania    | 1          |  |  | Finale 3° posto | Finale 3° posto | Finale 3° posto |
|  | A3               | Rep. Ceca        | 1                |  |  |            |             |            |  |  | A2              | Svezia          | 4               |
|  |                  |                  |                  |  |  |            |             |            |  |  | B2              | Germania        | 1               |

#### Quarti di finale
| Zlín 4 gennaio 2012, ore 15:00 UTC+1 | Svezia | 2 – 1 (d.t.s.) (0-0; 1-0; 0-1) referto | Finlandia | Zimní stadion Luďka Čajky (170 spett.) |

| Zlín 4 gennaio 2012, ore 19:00 UTC+1 | Germania | 2 – 1 (1-0; 0-0; 1-1) referto | Rep. Ceca | Zimní stadion Luďka Čajky (680 spett.) |

#### Semifinali
| Zlín 6 gennaio 2012, ore 15:00 UTC+1 | Stati Uniti | 7 – 1 (3-1; 1-0; 3-0) referto | Germania | Zimní stadion Luďka Čajky (260 spett.) |

| Zlín 6 gennaio 2012, ore 19:00 UTC+1 | Canada | 7 – 0 (3-0; 2-0; 2-0) referto | Svezia | Zimní stadion Luďka Čajky (310 spett.) |

#### Finale per il 5º posto
| Přerov 6 gennaio 2012, ore 15:00 UTC+1 | Finlandia | 5 – 3 (1-1; 1-1; 3-1) referto | Rep. Ceca | Zimní stadion Přerov (3.250 spett.) |

#### Finale per il 3º posto
| Přerov 7 gennaio 2012, ore 15:00 UTC+1 | Svezia | 4 – 1 (0-1; 1-0; 3-0) referto | Germania | Zimní stadion Přerov (310 spett.) |

#### Finale
| Přerov 7 gennaio 2012, ore 19:00 UTC+1 | Stati Uniti | 0 – 3 (0-2; 0-0; 0-1) referto | Canada | Zimní stadion Přerov (950 spett.) |

### Classifica marcatrici
| Giocatrice               | PG | G  | A | Pt | +/- | MP |
| ------------------------ | -- | -- | - | -- | --- | -- |
| Haley Skarupa            | 5  | 11 | 0 | 11 | +11 | 0  |
| Anne Pankowski           | 5  | 4  | 6 | 10 | +13 | 2  |
| Phoebe Stänz             | 6  | 6  | 3 | 9  | -9  | 12 |
| Alexandra Carpenter      | 5  | 4  | 5 | 9  | +14 | 2  |
| Isabel Waidacher         | 6  | 3  | 6 | 9  | +1  | 4  |
| Maryanne Kennedy-Menefee | 5  | 2  | 7 | 9  | +12 | 2  |
| Kerstin Spielberger      | 6  | 8  | 0 | 8  | 0   | 4  |
| Paige Savage             | 5  | 2  | 6 | 8  | +10 | 2  |
| Marie Delarbre           | 6  | 2  | 6 | 8  | -1  | 10 |
| Ljudmila Beljakova       | 6  | 6  | 1 | 7  | -2  | 6  |

### Classifica portieri
| Giocatrice          | Min    | TC  | GS | SO | MGS  | Sv%    |
| ------------------- | ------ | --- | -- | -- | ---- | ------ |
| Elaine Chuli        | 120:00 | 24  | 0  | 2  | 0.00 | 100.00 |
| Emerance Maschmeyer | 180:00 | 64  | 1  | 2  | 0.33 | 98.44  |
| Franziska Albl      | 238:41 | 202 | 11 | 0  | 2.77 | 94.55  |
| Isabella Portnoj    | 247:27 | 153 | 10 | 1  | 2.42 | 93.46  |
| Margarita Monachova | 341:45 | 271 | 24 | 0  | 4.21 | 91.14  |

### Classifica finale
| Pos | Squadra     |
| --- | ----------- |
| 1   | Canada      |
| 2   | Stati Uniti |
| 3   | Svezia      |
| 4   | Germania    |
| 5   | Finlandia   |
| 6   | Rep. Ceca   |
| 7   | Russia      |
| 8   | Svizzera    |

| Promossa nel Gruppo A:         | Ungheria |
| Retrocessa in Prima divisione: | Svizzera |

#### Riconoscimenti
Riconoscimenti individuali
| Premio             | Giocatrice          |
| ------------------ | ------------------- |
| Miglior portiere   | Franziska Albl      |
| Miglior difensore  | Erin Ambrose        |
| Miglior attaccante | Alexandra Carpenter |

## Prima Divisione
Il Campionato di Prima Divisione si è svolto in un unico girone all'italiana a Tromsø, in Norvegia, fra il 29 dicembre e il 4 gennaio 2012. Il torneo di qualificazione alla Prima divisione si è svolto in un unico girone all'italiana ad Asiago, in Italia, fra il 29 novembre e il 4 dicembre.

### Qualificazioni alla Prima Divisione
| Pos. |             | PG | V | VOT | POT | P | GF | GS | DR  | Pt |
| 1.   | Ungheria    | 5  | 5 | 0   | 0   | 0 | 37 | 4  | +33 | 12 |
| 2.   | Regno Unito | 5  | 2 | 1   | 1   | 1 | 19 | 16 | +3  | 9  |
| 3.   | Cina        | 5  | 2 | 1   | 0   | 2 | 15 | 19 | -4  | 8  |
| 4.   | Italia      | 5  | 2 | 0   | 1   | 2 | 21 | 14 | +7  | 7  |
| 5.   | Francia     | 5  | 2 | 0   | 0   | 3 | 10 | 9  | +1  | 6  |
| 6.   | Kazakistan  | 5  | 0 | 0   | 0   | 5 | 4  | 44 | -40 | 0  |

LEGENDA:

PG=Partite giocate, V=Vinte, VOT=Vinte all'overtime, POT=Perse all'overtime, P=Perse, GF=Gol Fatti, GS=Gol Subiti, DR=Differenza reti, Pt=Punti

### Prima Divisione
| Pos. |             | PG | V | VOT | POT | P | GF | GS | DR  | Pt |
| 1.   | Ungheria    | 5  | 4 | 1   | 0   | 0 | 24 | 10 | +14 | 14 |
| 2.   | Austria     | 5  | 3 | 1   | 0   | 1 | 16 | 9  | +7  | 11 |
| 3.   | Giappone    | 5  | 3 | 0   | 2   | 0 | 14 | 7  | +7  | 11 |
| 4.   | Norvegia    | 5  | 2 | 0   | 0   | 3 | 13 | 13 | 0   | 6  |
| 5.   | Regno Unito | 5  | 1 | 0   | 0   | 4 | 10 | 14 | -4  | 3  |
| 6.   | Slovacchia  | 5  | 0 | 0   | 0   | 5 | 5  | 29 | -24 | 0  |

LEGENDA:

PG=Partite giocate, V=Vinte, VOT=Vinte all'overtime, POT=Perse all'overtime, P=Perse, GF=Gol Fatti, GS=Gol Subiti, DR=Differenza reti, Pt=Punti
| Promossa nel Gruppo A:   | Ungheria |
| Retrocessa dal Gruppo A: | Svizzera |